# 코니 존슨
코니 존슨(Connie Johnson, 1922년 12월 27일 ~ 2004년 12월 28일)은 전 니그로 리그 베이스볼, 메이저 리그 베이스볼 투수이다.